# Yttriumbromid
Yttriumbromid (genauer Yttrium(III)-bromid) ist eine anorganische chemische Verbindung des Yttriums aus der Gruppe der Bromide.

## Gewinnung und Darstellung
Yttrium(III)-bromid kann durch Reaktion von Yttrium mit Brom gewonnen werden.
{\displaystyle \mathrm {2\ Y+3\ Br_{2}\longrightarrow 2\ YBr_{3}} }

## Eigenschaften
Yttrium(III)-bromid ist ein farbloser hygroskopischer Feststoff, der löslich in Wasser ist. Es kristallisiert in einer Bismut(III)-iodid-Kristallstruktur.